# Uljas Vikström
Uljas Vikström (né le 3 mars 1910 à Turku – mort le 17 avril 1977) est un écrivain et traducteur finlandais qui a vécu en Union soviétique.